# Carl Lorenz (Radsportler)

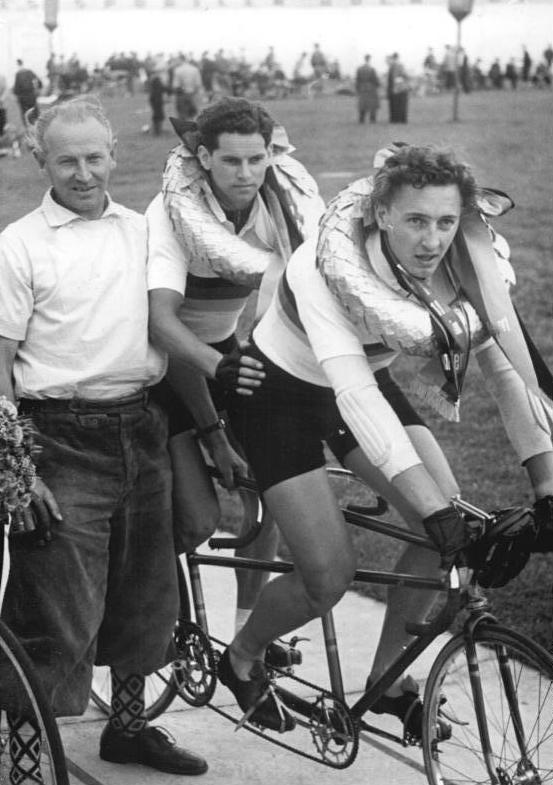
Charly Lorenz mit seinen Schützlingen Joachim Popke (l.) und Rolf Nitzsche (1956)

Carl „Charly“ Lorenz (* 27. November 1913 in Riesa; † 25. November 1993 in Bad Liebenwerda) war ein deutscher Radrennfahrer. 1936 wurde er Olympiasieger auf dem Tandem.

## Sportliche Laufbahn
Carl Lorenz begann als Radballer und wechselte 1934 als Werksfahrer von Diamant auf die Bahn. Bei den UCI-Bahn-Weltmeisterschaften 1934 in Leipzig traf er im Viertelfinale auf Arie van Vliet und schied aus, weil er von der Bahn abgekommen war. Bei der offenen Britischen Meisterschaft 1934 trat er zusammen mit dem Leipziger Ernst Ihbe auf dem Tandem an. In der ersten Runde fuhr Lorenz auf der vorderen Position, aber die beiden unterlagen. Im Hoffnungslauf wechselte Ihbe nach vorn, und da die beiden nicht nur den Hoffnungslauf, sondern auch die britische Meisterschaft gewannen, blieb Ihbe bis zum Ende der gemeinsamen Karriere der Vordermann. Die beiden gewannen zusammen zwei deutsche Meistertitel. Bei den Olympischen Sommerspielen 1936 in Berlin errangen Ihbe und Lorenz gemeinsam die Goldmedaille im Tandemrennen. Ab 1937 war Carl Lorenz Profi, größere Erfolge erreichte er aber nicht.

## Berufliches
Nach dem Zweiten Weltkrieg arbeitete er zunächst in Chemnitz als Verkehrspolizist. 1955 wurde Lorenz Trainer beim SC Dynamo Berlin, unter anderem des mehrfachen DDR-Meister Rolf Nitzsche. Bei den Olympischen Spielen 1960 gewannen von ihm betreute Athleten Silber mit dem Tandem und in der Mannschaftsverfolgung. Bis 1964 blieb er Trainer im Radsport. Danach wurde er Objektleiter der Sektion Rudern beim SC Dynamo Berlin.